# Чурюмов, Василий Семёнович
Василий Семёнович Чурюмов (3 марта 1918, Михайловка — 5 мая 1945, на территории Чехословакии, похоронен в г. Угерске-Градиште) — советский военнослужащий, гвардии старший сержант Красной Армии, участник Великой Отечественной войны, Герой Советского Союза (1944). Помощник командира взвода 221-го гвардейского стрелкового полка (77-я гвардейская стрелковая дивизия, 61-я армия, Центральный фронт).

## Биография
Родился 3 марта 1918 года в селе Михайловка, ныне город в Волгоградской области, в семье крестьянина. Русский. Получил среднее образование среднее, работал в колхозе, затем на Ленинградском заводе «Электросила».
В Красной Армии в 1938—40 и с июня 1941 года. Участник советско-финской войны 1939—1940 годов.
На фронте в Великую Отечественную войну с сентября 1941 года. Отличился 28 сентября 1943 года при форсировании Днепра, первым из возглавляемого взвода пехоты переправился через реку в районе деревни Вялье (Брагинский район Гомельской области) и с боем занял первые вражеские окопы. Взвод отразил несколько контратак противника, чем способствовал форсированию Днепра батальоном.
Указом Президиума Верховного Совета СССР «О присвоении звания Героя Советского Союза генералам, офицерскому, сержантскому и рядовому составу Красной Армии» от 15 января 1944 года за «образцовое выполнение боевых заданий командования по форсированию реки Днепр и проявленные при этом мужество и героизм» Чурюмову Василию Семёновичу присвоено звание Героя Советского Союза с вручением ордена Ленина и медали «Золотая Звезда».
Погиб 5 мая 1945 года в боях на территории Чехословакии. Похоронен в городе Угерске-Градиште. Именем Героя названа улица в Михайловке.